# Paul Greengard
Paul Greengard   (Nova York, 11 de desembre de 1925 - Manhattan, 13 d'abril de 2019) va ser un metge nord-americà guardonat amb el Premi Nobel de Medicina o Fisiologia l'any 2000.

## Biografia
Va néixer l'11 de desembre de 1925 a la ciutat de Nova York. Durant la Segona Guerra Mundial formà part de la Marina nord-americana treballant com a tècnic electrònic a l'Institut Tecnològic de Massachusetts desenvolupant mètodes contra els kamikazes japonesos. Va estudiar medicina i biofísica a la Universitat Johns Hopkins de Baltimore, on es doctorà el 1958. Realitzà investigacions postdoctorals a la Universitat de Londres, Cambridge i Amsterdam, per esdevenir posteriorment professor a la Universitat Vanderbilt, Yale i Rockefeller.

## Recerca científica
Interessat en els neurotransmissors, continuà la línia de recerca iniciada per Arvid Carlsson sobre l'estudi de diversos fàrmacs que afecten el sistema nerviós, especialment sobre la dopamina, serotonina i norodrenalina. Greengard i el seu equip de recerca van demostrar que quan la dopamina actua recíprocament amb un receptor a la membrana plàsmatica d'una neurona, causa un augment en el fosfat d'adenosina cíclic (AMP-c) dins la cèl·lula. Aquest augment activa alternativament una proteïna anomenada cinasa A, que té la capacitat d'agregar grups de fosfat en la reacció anomenada fosforilació. Les proteïnes activades mitjançant la fosforilació poden realitzar un nombre de canvis en la cèl·lula: transcrivint l'àcid desoxiribonucleic (ADN) per a crear noves proteïnes, movent receptors a la sinapsi (augmentant així la sensibilitat de la neurona), movent els canals iònics a la superfície de la cèl·lula (augmentant així la seva excitabilitat), o activant el DARPP-32.
L'any 2000 fou guardonat amb el Premi Nobel de Medicina o Fisiologia, premi compartit amb Arvid Carlsson i Eric Richard Kandel, pels seus descobriments referents a la transmissió de senyals en el sistema nerviós, i especialment pels seus treballs sobre els efectes dels neurotransmissors sobre les cèl·lules i com poden activar la cèl·lula central anomenada DARPP-32.